# 峰畑山
峰畑山（みねばたけやま）は、徳島県三好市と愛媛県四国中央市にある山である。標高747.9m。

## 地理
徳島県の旧山城町と愛媛県の旧新宮村との境界に位置。
南の麓に銅山川が流れ、川を挟んで南約6kmに塩塚峰がある。旧池田町では根引峰と呼ばれており、頂上をツツジガ丸という。